# صحبت کوتاه
«صحبت کوتاه» تک‌آهنگی از هنرمند اهل آمریکا کیتی پری است که در ۹ اوت ۲۰۱۹ منتشر شد. این ترانه در چارت ۱۰۰ تک‌آهنگ داغ نیوزیلند به رتبه یک دست یافت.